# Antoni Niewiarowski

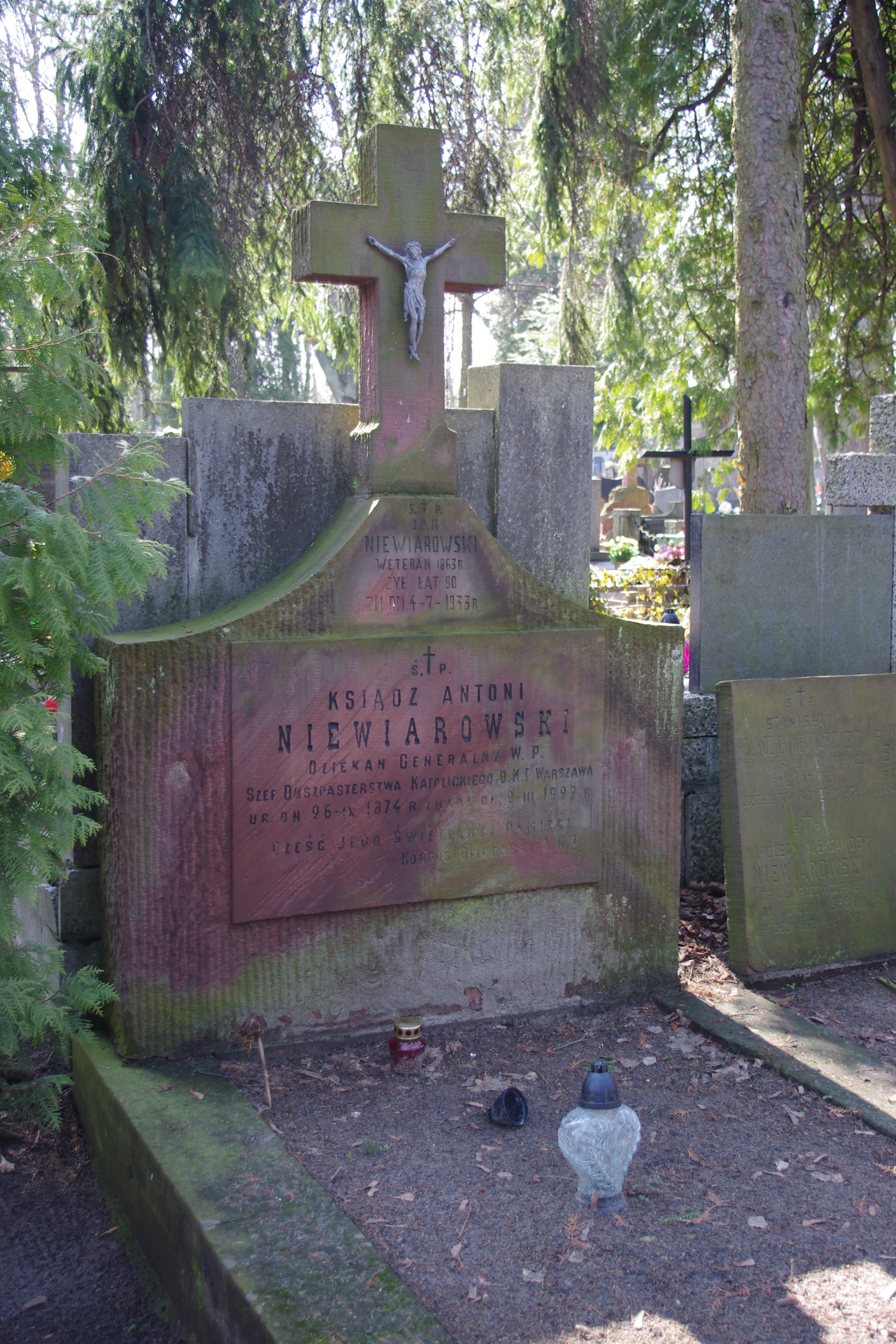
Nagrobek Antoniego i Jana Niewiarowskich. Po prawej miejsce spoczynku kmdr. Stanisława Niewiarowskiego

Antoni Niewiarowski herbu Półkozic (ur. 26 września 1874 w Kowlu, zm. 2 marca 1927 w Warszawie) – polski prezbiter katolicki, dziekan generalny Wojska Polskiego, działacz niepodległościowy, prałat domowy Jego Świątobliwości, kanonik honorowy Kolegiaty Ołyckiej, radca Kurii Biskupiej WP .

## Życiorys
Urodził się 26 września 1874 roku w Kowlu, ówczesnym mieście powiatowym guberni wołyńskiej. Ukończył cztery klasy progimnazjum w Brześciu i Seminarium Duchowne w Żytomierzu (kurs pięcioletni). Pełnił posługę jako kapłan w diecezji łucko-żytomierskiej. Za sympatie do idei Legionów Polskich zesłany do Ufy. Od 17 października 1917 do 25 czerwca 1918 był dziekanem 3 Dywizji Strzelców Polskich. Nominację na to stanowisko otrzymał od ks. biskupa Jana Cieplaka, administratora archidiecezji mohylewskiej. W czerwcu 1918 przyjechał do Warszawy.
28 stycznia 1919 kierownik Ministerstwa Spraw Wojskowych mianował go czasowo kapelanem wojskowym na stanowisku dziekana Okręgu Generalnego Warszawskiego i administratora kościoła garnizonowego na Placu Saskim z poborami pułkownika od 13 listopada 1918. Od 1921 na stanowisku szefa duszpasterstwa katolickiego Dowództwa Okręgu Korpusu Nr I w Warszawie. 22 marca 1921 został mianowany reprezentantem duchowieństwa byłych Korpusów Wschodnich w Komisji Weryfikacyjnej dla Duchowieństwa Wyznania Katolickiego.
16 grudnia 1921 roku został zatwierdzony z dniem 1 kwietnia 1920 roku w stopniu dziekana generalnego wśród kapelanów wyznania katolickiego. 3 maja 1922 roku został zweryfikowany dziekana generalnego ze starszeństwem z 1 czerwca 1919 roku i 30. lokatą w korpusie generałów
Czynny na polu społecznym i charytatywnym. Zmarł 2 marca 1927 roku w Szpitalu Ujazdowskim w Warszawie, po długiej i ciężkiej chorobie nowotworowej . 5 marca 1927 roku w kościele garnizonowym w Warszawie odbył się pogrzeb ks. Niewiarowskiego. Został pochowany na Cmentarzu Wojskowym na Powązkach w Warszawie (kwatera A16-1-1/2) .

## Ordery i odznaczenia
- Krzyż Komandorski Orderu Odrodzenia Polski – 2 maja 1923 „w uznaniu zasług, położonych dla Rzeczypospolitej Polskiej na polu administracji wojskowej”[19][20][21]
- Krzyż Walecznych czterokrotnie[22]
- Medal Niepodległości – pośmiertnie 23 grudnia 1933 „za pracę w dziele odzyskania niepodległości”[23][24][25]
- Medal Zwycięstwa – 4 czerwca 1925[26]